# Pseudolana concinna
Pseudolana concinna är en kräftdjursart som först beskrevs av Hale1925.  Pseudolana concinna ingår i släktet Pseudolana och familjen Cirolanidae. Inga underarter finns listade i Catalogue of Life.